# Wybory parlamentarne w Luksemburgu w 2013 roku
Wybory parlamentarne w Luksemburgu w 2013 roku odbyły się 20 października 2013. Były to wybory przedterminowe zarządzone przez premiera Jeana-Claude'a Junckera po ujawnieniu w lipcu 2013 skandalu w służbach specjalnych Service de Renseignement de l'Etat. W ich wyniku wybrano łącznie 60 posłów do Izby Deputowanych. Wybory zakończyły się kolejnym zwycięstwem chadeków, którzy utracili jednak 3 mandaty. Wyborcy zależnie od okręgu mogli oddawać różną liczbę głosów.

## Wyniki wyborów
| Partia                                        | Głosy     | %     | Mandaty | Zmiana |
| --------------------------------------------- | --------- | ----- | ------- | ------ |
| Chrześcijańsko-Społeczna Partia Ludowa        | 1 103 636 | 33,68 | 23      | –3     |
| Luksemburska Socjalistyczna Partia Robotnicza | 664 586   | 20,28 | 13      | 0      |
| Partia Demokratyczna                          | 597 879   | 18,25 | 13      | +4     |
| Zieloni                                       | 331 920   | 10,13 | 6       | –1     |
| Alternatywna Demokratyczna Partia Reform      | 217 683   | 6,64  | 3       | –1     |
| Lewica                                        | 161 759   | 4,94  | 2       | +1     |
| Partia Piratów Luksemburga                    | 96 270    | 2,94  | 0       | –      |
| Komunistyczna Partia Luksemburga              | 53 669    | 1,64  | 0       | –      |
| Partia na rzecz Pełnej Demokracji             | 49 290    | 1,50  | 0       | –      |
| Razem                                         |           | 100   | 60      | –      |